# Courville (Québec)
Pour les articles homonymes, voir Courville (homonymie).

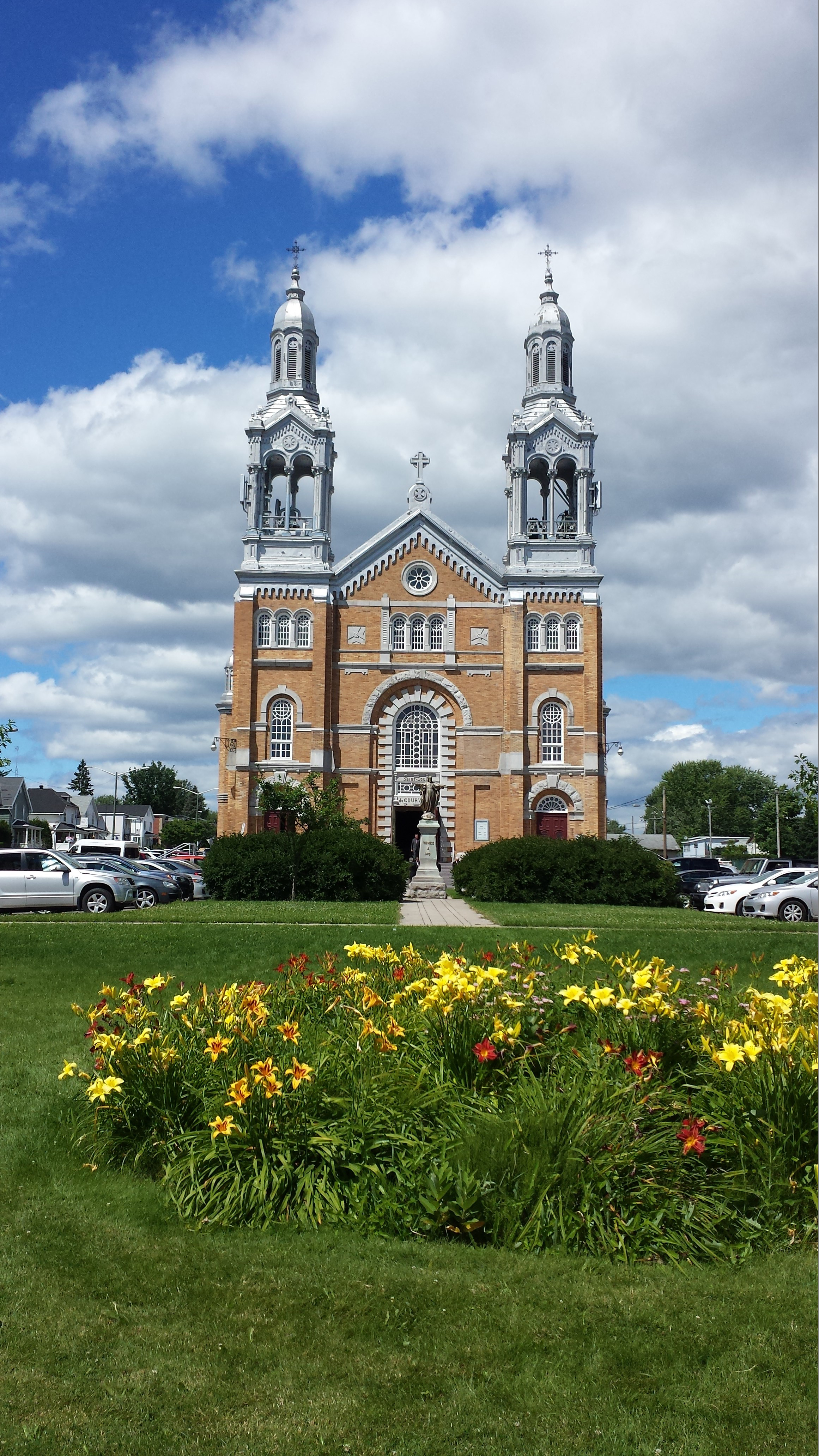
Église Saint-Louis-de-Courville 30 juillet 2016

Courville est une ancienne municipalité du Québec. 
Elle est constituée en 1912 par détachement de la municipalité de Beauport. Elle acquiert le statut de ville en 1916. En 1976, Courville réintègre Beauport et devient l'un de ses quartiers. En 2002, lors des réorganisations municipales, Beauport devient un arrondissement de la ville de Québec. 
Le secteur de Courville fait aujourd'hui partie du quartier des Chutes-Montmorency dans cet arrondissement.

## Démographie
| 1961 | 1966  | 1971  |
| ---- | ----- | ----- |
| -    | 5 724 | 6 220 |

## Liste des maires de Courville[2],[3]
- 1912-1917 : Joseph-Georges Larue
- 1917-1927 : P-Alphonse Galarneau
- 1927-1933 :  Charles-Napoléon Dorion
- 1933-1935 :  Jos. A. Guillotte
- 1935 (Février-novembre) : Charles-Napoléon Dorion
- 1935-1937 : Hector Galarneau
- 1937-1947 : Édouard Vachon
- 1948 : Charles-Napoléon Dorion
- 1949-1953 : Maurice Fortin
- 1954-1962 : Charles-Napoléon Dorion
- 1963 : Ovide Girard
- 1963-1966 : Lucien Ferland
- 1966-1973 : Paul-Émile Giroux
- 1973-1975 : Roger Labbé

## Hommages toponymiques
- La Côte de Courville dans l'arrondissement de Beauport est en référence avec l'ancienne ville de Courville.
- La rue Dorion a été nommée en l'honneur du maire Charles-Napoléon Dorion en 1948 dans la municipalité de Courville, maintenant présente dans la ville de Québec.
- L'avenue Larue a été nommée en l'honneur du maire Joseph-Georges Larue en 1948 dans la municipalité de Courville, maintenant présente dans la ville de Québec.
- La rue Vachon avait, auparavant, le toponyme de rue de l'Hôtel-de-ville, entre 1917 et 1948 dans la municipalité de Courville.